# Ученик Мерлина
Учени́к Ме́рлина (англ. Merlin's Apprentice) — двухсерийный американский телевизионный фильм в жанре фэнтези, снятый компанией Hallmark Entertainment. Сюжетное продолжение фильма «Великий Мерлин». Премьера на DVD в США состоялась 7 марта 2006 года, 14 апреля картина вышла на экраны в Великобритании.

## Сюжет

### Первая серия
Действие фильма начинается в Камелоте, во время его расцвета и правления короля Артура. Волшебник Мерлин, оказавший помощь Артуру в обустройстве Камелота, отправляется в пещеру, где надеется отдохнуть пару месяцев. Однако Мерлин просыпается через 50 лет, чего не должно было произойти. Он, узнав о смерти Артура, направляется в Камелот, но видит следы битвы и попыток покушения на крепость, которые сдержали лишь заклинания Мерлина, защищавшие Камелот. В городе он поначалу не находит никого из тех, с кем был знаком. Камелотом ныне управляет лорд Уэстон. Мерлин направляется к камню, на котором ранее стоял Священный Грааль — «сердце» Камелота — и видит, что Грааль исчез. Мерлин узнаёт, что в течение его сна в Камелоте творились грехи, чего Святой Грааль не выдержал, покинув крепость.
Джек — молодой вор, обладающий волшебными способностями, развитыми плохо, но помогающими ему в воровстве. Он и его свинья скрытно пробираются в Камелот в повозке. Поначалу его, выбравшегося из повозки, ловит Брайан — лучший рыцарь Камелота. Однако Джек, используя волшебство, сбегает. Далее вор пробирается в покои Ивон — внучки сэра Гавэйна, посватанной лорду Уэстону, — и крадёт кулон, однако его замечает кузнец Грэхем — тайный друг Ивон, навестивший девушку втайне от её родных. Выбравшийся оттуда Джек пытается украсть волшебную палочку у Мерлина, который в это время сконцентрировался на местонахождении Святого Грааля. Мерлин хочет выгнать Джека, но, когда видение Грааля является им обоим, пытается использовать парня как канал, чтобы найти чашу. Эта идея заманивает мага в ловушку, из-за чего Святой Грааль переходит в руки врагов в лице Владычицы озера и варваров, пытающихся стереть Камелот с лица земли. Джеку удаётся уговорить Мерлина, чтобы он сделал парня своим учеником.
После первого успеха в обучении Джека пытается убить Брайан за то, что Джек перед этим взял под защиту его врагов. Джек выясняет, что Брайан — на самом деле девушка по имени Брианна, она замаскировалась под парня и стала рыцарем с целью отомстить за несправедливость, сделанную её семье.
Мерлин пытается найти главную причину, по которой Святой Грааль покинул крепость. Он узнаёт, что Владычица озера заставила его проспать 50 лет, во время чего использовала Мерлина для того, чтобы создать Джека. Таким образом, мать Джека — Владычица озера, Мерлин — его отец.
Варвары осаждают Камелот, планируя, как думают его жители, построить дамбу и утопить город. Руководство крепости решает использовать для собственного спасения туннель, ранее созданный Мерлином и ведущий далеко за пределы Камелота. Лорд Уэстон приказывает Мерлину снять магическую защиту с туннеля, но тот не повинуется, объясняя это тем, что такой шаг может оказаться ловушкой, и туннель может быть использован врагами. Джек, однако, соглашается с лордом Уэстоном и расколдовывает туннель. Варвары, направленные Владычицей озера, проходят через туннель и разбивают стену Камелота, уязвимую изнутри.
Мерлин раскрывает Джеку правду его происхождения и сообщает о своём плане: создать мост, по которому жители Камелота покинут крепость, минуя войско варваров. Джек и жители Камелота спасаются, Мерлин по своей воле остаётся в крепости, чтобы держать мост. Когда по мосту начинают бежать враги Камелота, Джек разрушает мост. Предводитель варваров Роског обезглавливает Мерлина, потерявшего свою силу во время удержания моста.

### Вторая серия
Уцелевшее население Камелота путешествует в поисках Святого Грааля и в бегах от врагов. Поначалу Джек, взявший на себя ответственность Мерлина, не может обнаружить Святой Грааль, но затем Владычица озера посылает ему видение о местонахождении чаши, куда направляются он и жители Камелота. Однако вода, отделяющая Святой Грааль от берега, оказывается проклятой, и все, кто пытается переплыть воду, убиваются животным, плавающим в ней. Тем временем Владычица озера оповещает Роскога о том, где находятся жители Камелота, и те начинают своё преследование.
Как и Мерлин, Джек пытается найти причину, по которой Святой Грааль не даётся Камелоту. Ивон просит Джека просмотреть её прошлое с помощью видений. Из этих видений герои узнали, что Бертон и лорд Уэстон угнетали окружающие народы налогами и несправедливой торговлей, что отразилось и на семье Брианны. Тем временем Бертон надеется посватать Ивон шотландскому королю и тем самым дать ему власть над населением Камелота для собственной выгоды. Ивон и Джек раскрывают правду лорду Уэстону, Джек ради уменьшения количества грехов Камелота убеждает лорда о справедливом суде Бертона, который, однако, откладывается из-за начавшегося наступления варваров. Брианна, несмотря на это, втайне от всех убивает Бертона и его жену, тем самым добавив пятно на тело Камелота.
Начинается битва между рыцарями Камелота и варварами. В это время Джек и лорд Уэстон, преодолев волшебную воду, добираются до Святого Грааля. Джек предупреждает Уэстона, что именно лорд — пятно на теле Камелота. Уэстон берёт в руки Святой Грааль и умирает. Появляется Владычица озера и приглашает Джека перейти на её сторону, чтобы стать более сильным, вместо защиты Камелота. Джек с помощью волшебства убивает свою мать. Затем он высказывает своё желание Святому Граалю: пусть чаша сделает с ним всё, что захочет, но остановит гибель Камелота. Чаша даётся Джеку и возвращает к жизни мёртвых рыцарей. Грэхем просит как рыцарей, так и их врагов, объединиться, став гражданами Камелота. Он обещает построить новую крепость.
Ивон и Грэхем женятся. Во время постройки нового Камелота Джек посещает царство мёртвых, встретившись с Мерлином. Фильм заканчивается тем, что Джек и Брианна, любящие друг друга, собираются этой ночью «посеять семена будущего урожая».

## В ролях
| Актёр             | Роль            |
| ----------------- | --------------- |
| Сэм Нилл          | Мерлин          |
| Миранда Ричардсон | Владычица озера |
| Джон Рирдон       | Джек            |
| Меган Ори         | Брианна         |
| Теган Мосс        | Ивон            |
| Кристофер Джекот  | Грэхем          |
| Гарвин Сэнфорд    | лорд Уэстон     |
| Дункан Фрайзер    | сэр Томас       |
| Александр Калугин | Роског          |
| Дженнифер Кэлверт | хозяйка Дебора  |
| Эндрю Джексон     | мастер Бёртон   |